# Lupinica
Lupinica – wieś w Słowenii, w gminie Šmartno pri Litiji. W 2018 roku liczyła 130 mieszkańców.